# Liliane Wasserfallen-Rougemont
Liliane Wasserfallen-Rougemont, geboren als Liliane Rougemont (* 1927 oder 1928 in Neuchâtel, Schweiz; † 30. September 2014 in Cortaillod) war eine Schweizer Jazz-Pianistin.

## Leben und Wirken
Liliane Rougemont wurde 1927 oder 1928 in Neuchâtel in der französischsprachigen Westschweiz geboren. In ihrer Heimatstadt besuchte sie die Handelschule École Supérieure de Commerce de Neuchâtel (heute Lycée Jean-Piaget), die sie im Juli 1946 mit einem «Diplôme commercial» abschloss.
Sie gehörte zu den ersten Mitgliedern der New Orleans Wild Cats, einer Schweizer Band des traditionellen Jazz, die sich 1949 in Neuchâtel unter dem Namen Quintette du Hot Club de Neuchâtel gegründet hatte und in den 1950er Jahren eines der begehrtesten Ballorchester der Schweiz war.

Von 1949 bis 1951 gehörte sie der Band als Pianistin an. Die Gründe für ihr Ausscheiden aus der Band sind nicht bekannt. Ihr Nachfolger am Piano wurde Jean-Pierre Bionda. Der Jazzexperte Bruno Spoerri schreibt in seinem Standardwerk «Jazz in der Schweiz. Geschichte und Geschichten» über Jazzmusikerinnen wie sie: 

„In den frühen Publikationen über Schweizer Jazz sind Frauen nur ausnahmsweise erwähnt – so fehlen Namen wie Liliane Wasserfallen-Rougemont, Mady Javet etc. fast durchgehend.“

In den 1950er Jahren heiratete Rougemont den Neurologen Jean-Michel Wasserfallen (1930–1996) und führte ab diesem Zeitpunkt den Ehenamen Wasserfallen-Rougemont. Ihr Ehemann war neben seiner ärztlichen Tätigkeit ebenfalls Jazzmusiker. Er wirkte in den 1970er Jahren als Gitarrist an der Produktion von zwei Publikationen der Jazzband Amis du Jazz de Cortaillod mit.
Das Ehepaar hatte eine Tochter und wohnte in Colombier.
Liliane Wasserfallen-Rougemont starb am 30. September 2014 in ihrem 87. Lebensjahr.